# 면류관

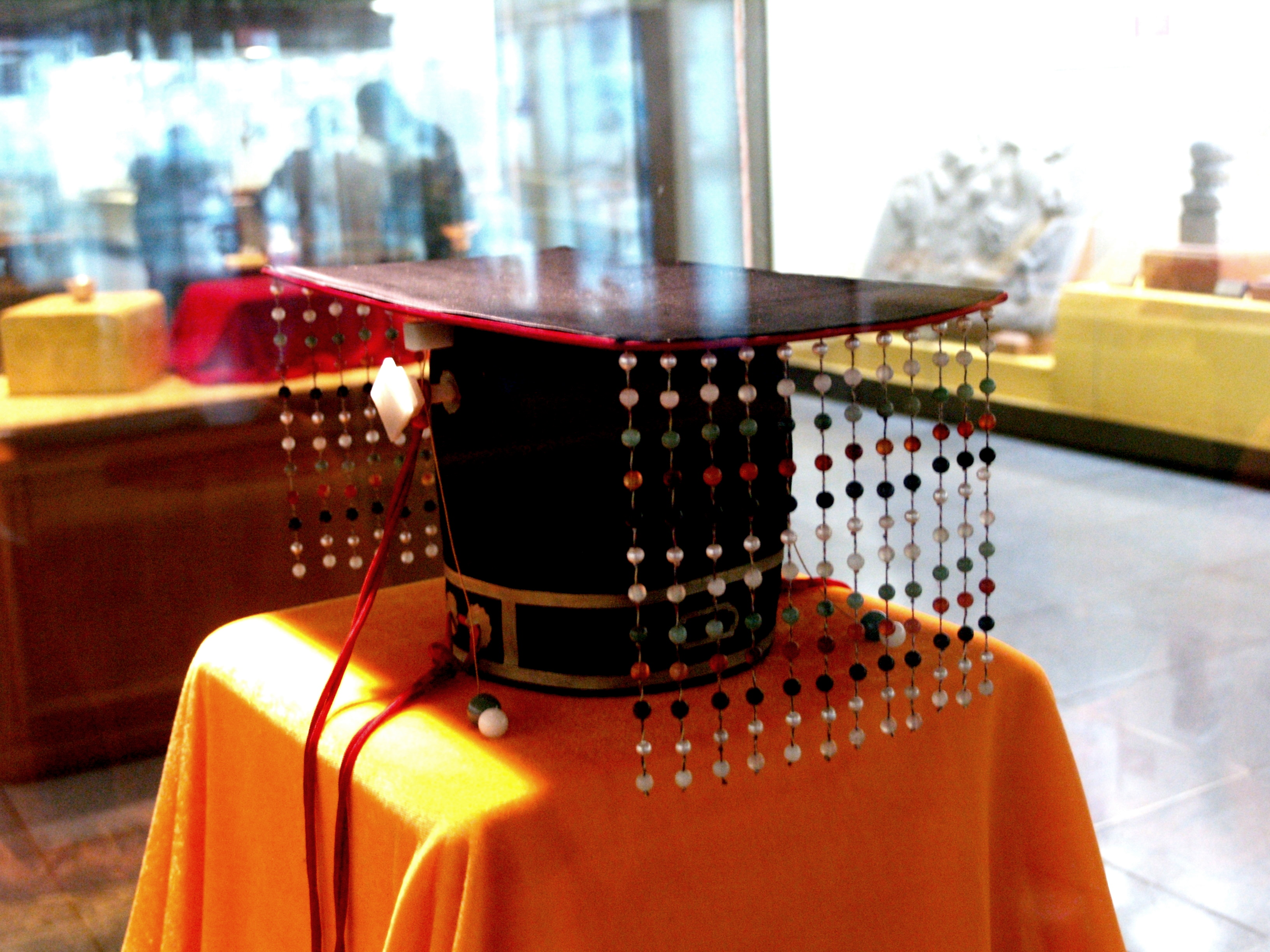
중국 황제의 면류관은 류가 12가닥이다.

면류관(冕旒冠)은 동양의 군주들이 사용한 왕관의 일종이다. 모자 위에 직사각형 판때기를 얹고, 판때기의 앞뒤에 몇 가닥의 류(旒)를 늘어뜨린 뒤 류에다 구슬을 꿴다. 류 가닥의 수는 군주의 위상에 따라 달라진다.
류가 12가닥이면 황제, 류가 9가닥이면 왕, 류가 8가닥이면 태자 또는 세자, 류가 7가닥이면 상대부(上大夫), 류가 5가닥이면 하대부를 의미한다.

## 같이 보기
- 익선관
- 원유관